# Bezpraw
Bezpraw – osada w północno-zachodniej Polsce, położona w województwie zachodniopomorskim, w powiecie kołobrzeskim, w gminie Kołobrzeg. Miejscowość wchodzi w skład sołectwa Rościęcino.
W miejscowości znajduje się zakład produkujący produkty budowlane tj. beton towarowy, prefabrykaty, stal zbrojeniową.
W miejscowości był przystanek kolei wąskotorowej Bezpraw.